# دره براه
دره براه (به انگلیسی: Barah Valley) یک روستا در پاکستان است که در گلگت-بلتستان واقع شده‌است.